# Phineas Taylor Barnum
Phineas Taylor Barnum (n. 5 iulie 1810, Betherl, Connecticut, SUA – d. 7 aprilie 1891, Bridgeport, Connecticut, SUA) a fost un om de afaceri american. El este amintit pentru trucurile sale celebre și capcane în lumea divertismentului.
1. ↑  „Phineas Taylor Barnum”, Gemeinsame Normdatei, accesat în 27 aprilie 2014
2. ↑  Phineas Taylor Barnum, Find a Grave, accesat în 9 octombrie 2017
3. 1 2  P. T. Barnum, SNAC, accesat în 9 octombrie 2017
4. 1 2  P. T. Barnum, Internet Speculative Fiction Database, accesat în 9 octombrie 2017
5. ↑  Phineas Taylor Barnum, Hrvatska enciklopedija[*]
6. ↑  P.t. Barnum, GeneaStar
7. ↑  P.T. Barnum, Encyclopædia Britannica Online, accesat în 9 octombrie 2017
8. ↑  Phineas Taylor Barnum, Gran Enciclopèdia Catalana
9. ↑  „Phineas Taylor Barnum”, Gemeinsame Normdatei, accesat în 31 decembrie 2014
10. 1 2  Genealogics
11. ↑  Autoritatea BnF, accesat în 10 octombrie 2015
12. ↑  CONOR.SI[*] Verificați valoarea |titlelink= (ajutor)